# Sly Magazine
Sly Magazine è una rivista fondata nel 2005 a New York da Sylvester Stallone. Fu diffusa solo negli Stati Uniti d'America ed in Canada.

## Storia editoriale
La rivista nasce da un'idea del fondatore Sylvester Stallone, quella di raccontare la vita e tutto il contorno, passati i quarant'anni; per questo il sottotitolo Stay in the game past 40 (Stare nel gioco dopo i 40). Stallone ripercorre anche le tappe importanti e meno conosciute della sua vita, attraverso articoli e ricordi.
La rivista ha avuto vita breve a causa della mancanza di sponsor per sostenere le spese economiche. Sono stati pubblicati infatti solo quattro numeri bimestrali. Il primo numero uscì il mese di marzo 2005. L'ultimo nel mese di dicembre 2005.

## Struttura
La rivista ha una struttura fissa seguita in tutti i numeri. Si apre con un articolo scritto dallo stesso Stallone, che svaria tra molti temi. Poi vengono pubblicate le lettere dei lettori e dei fan arrivate alla redazione. Segue una parte in cui vengono riportate le conversazioni tra Stallone e l'amico James Caan su temi vari, pubblici e privati. Seguono poi recensioni ed articoli su cinema, libri, sport e musica, spesso accompagnate da classifiche di vendite o commenti personali dello staff della rivista o dello stesso Stallone. Spesso sono presenti anche classifiche di bellezza, come le migliori pin-up o le più belle donne over 40. Vengono anche trattati argomenti particolari come malattie o disturbi vari, come la depressione o l'alcolismo giovanile. Stallone pubblica in ogni numero parti di sceneggiatura e dialoghi del film Rocky Balboa, a quel tempo in fase di pre-produzione. Nelle pagine finali si trovano esercizi per mantenersi in forma, con foto ritraenti lo stesso attore che compie i movimenti indicati. Infine Stallone chiude con una classifica di consigli e suggerimenti da attuare nella vita.

## I numeri della rivista

### Marzo 2005
Nel primo numero Sylvester Stallone apre con l'articolo Il meglio deve ancora venire.
Viene pubblicizzato il reality show The Contender, presentato dallo stesso Sylvester Stallone nel 2005.
Si chiude con I dieci suggerimenti per vivere meglio scritto dallo stesso Stallone.

### Maggio/giugno 2005
Il secondo numero si apre con l'articolo di Sylvester Stallone intitolato Get over it (Superare o Ottenere di più).
A metà rivista Stallone scrive un articolo in memoria di Ray Charles, amico dello stesso attore, conosciuto negli anni ottanta.
La classifica sulle migliori pin-up nate negli anni settanta vede al primo posto Farrah Fawcett e Bo Derek al settimo posto.
Stallone affronta infine con la moglie Jennifer Flavin lo spinoso argomento la guerra dei sessi, prima di chiudere con Le dieci cose egoiste per cui vivere.

### Luglio/agosto 2005
Sylvester Stallone apre parlando degli Stereotipi nel mondo. Conclude invece con I 10 modi per tenere i vostri sogni in vita.

### Dicembre 2005
Sylvester Stallone apre con l'articolo Ognuno decide della propria vita suggerendo di lottare per questo.
La classifica delle più belle donne over 40 vede vincere Sharon Stone. Presente anche l'italiana Sophia Loren in 27ª posizione.

## Le interviste
Famosi personaggi si sono alternati all'interno dei numeri, con interviste, articoli o dialoghi pubblicati.
- James Caan, presente in tutti e quattro i numeri
- Jackie Collins, presente in due uscite
- Ray Liotta
- Jenna Jameson
- Lucia Rijker
- Suge Knight
- Mickey Rourke
- Pamela Anderson
- Jennifer Lopez
- Phil Mickelson
- Hulk Hogan
- Sharon Stone
- Shaquille O'Neal